# Herança universal
A herança universal é uma proposta para que toda a cidadania, ao atingir uma determinada idade, receba um subsídio econômico do Estado.
A herança é um dos elementos jurídicos e econômicos que mais contribui para perpetuar a desigualdade. Assim, a partir de correntes econômicas heterodoxas, a herança tem sido criticada tanto do ponto de vista histórico, devido ao fato de que a propriedade e a desigualdade em sua distribuição não podem ser entendidas sem a acumulação originária do capital, quanto do ponto de vista ético e de justiça, uma vez que nenhum ser humano teria direito a uma maior propriedade sobre a riqueza da Terra apenas por nascer em uma ou outra família.
Dessa forma, a herança universal tem sido proposta como uma forma de compensar a desigualdade na distribuição da riqueza, que seria financiada por meio de impostos progressivos.
A primeira proposta sobre herança universal foi feita por Thomas Paine em 1795, embora desde então medidas semelhantes tenham sido propostas em diferentes países e momentos históricos.
Entre as críticas a essa medida está o fato de ser proposta como uma herança para todos os cidadãos, sem levar em consideração seu nível econômico. Além disso, poderia levar a uma redução no esforço dos jovens em se educar e contribuir com seu trabalho para o bem-estar de toda a sociedade.